# Paladilhia jamblussensis
Paladilhia jamblussensis is een slakkensoort uit de familie van de Moitessieriidae. De wetenschappelijke naam van de soort is voor het eerst geldig gepubliceerd in 2004 door Bertrand.